# Feel Good Lost
Feel Good Lost  es el primer álbum debut y álbum de estudio de la banda vanguardista canadiense de rock: Broken Social Scene, Lanzado en marzo de 2001.
A pesar del poco éxito del álbum siendo el debut del grupo, se le considera uno de los álbumes que dieron representación del post-rock en la década de 2000. Se le considera actualmente como material de culto debido al poco éxito del álbum.

## Sonido
El sonido del álbum se le considera ambient, post-rock, y la electrónica, también contando con sonidos del experimental, del instrumental y del indie rock

## Lista de canciones
Todas las canciones escritas y compuestas por Brendan Canning y Kevin Drew. 
| Feel Good Lost |                                    |          |  |
| N.º            | Título                             | Duración |  |
| 1.             | «I Slept with Bonhomme at the CBC» | 05:26    |  |
| 2.             | «Guilty Cubicles»                  | 03:03    |  |
| 3.             | «Love and Mathematics»             | 05:44    |  |
| 4.             | «Passport Radio»                   | 05:45    |  |
| 5.             | «Alive in 85»                      | 05:14    |  |
| 6.             | «Prison Province»                  | 01:42    |  |
| 7.             | «Blues for Uncle Gibb»             | 06:59    |  |
| 8.             | «Stomach Song»                     | 04:29    |  |
| 9.             | «Mossbreaker»                      | 05:33    |  |
| 10.            | «Feel Good Lost»                   | 01:51    |  |
| 11.            | «Last Place»                       | 08:26    |  |
| 12.            | «Cranley's Gonna Make It»          | 05:26    |  |
| 53:51          |                                    |          |  |

## Personal
- Kevin Drew - vocal, guitarra, batería, teclados, órgano, piano, sampler
- Brendan Canning - guitarra, teclados, órgano, piano, sampler, batería eléctrica
- Leslie Feist - vocal de apoyo
- Jessica Moss - violín
- Justin Peroff - batería adicional
- Bill Priddle - guitarra
- Anthony von Seck - guitarra
- Evan Cranley - trombón

### Personal adicional
- David Newfeld - productor
- Cecilia Berkovic - diseño
- Stephen Crowhurst - diseño
- Joe English - diseño
- Noah Mitnz - masterización
- Charles Spearin - mezclas
- Ohad Benchetrit - mezclas